# Adásztevel
Adásztevel is een plaats (község) en gemeente in het Hongaarse comitaat Veszprém. Adásztevel telt 874 inwoners (2001).